# Уннан
35°17′16″ пн. ш. 132°54′2″ сх. д. / 35.28778° пн. ш. 132.90056° сх. д.
Уннан (яп. 雲南市) — місто в Японії, розташоване на острові Хонсю в префектурі Шімане регіону Тюґоку. Як міська агломерація утворене 1 листопада 2004 року шляхом об'єднання шістьох населених пунктів: міст Дайто, Камо та Кісукі (в повіті Огара), міст Мітоя, Какея та села Йошида (в повіті Ійши).
З Унанном межують міста Ідзумо, Мацуе, Ясуґі, Сьобара та містечка Ійнан, Окуідзумо, Хікава.
В місті діє ряд невеликих промислових підприємств. Є розвинена мережа автомобільних доріг, громадський транспорт представлений автобусом.
В околицях Унанну розташовані кілька старовинних замків та великі насадження сакури.
Унанн є містом-побратимом Ричмонду, що в американському штаті Індіана.

## Галерея

Розташування Унанну в префектурі Шімане
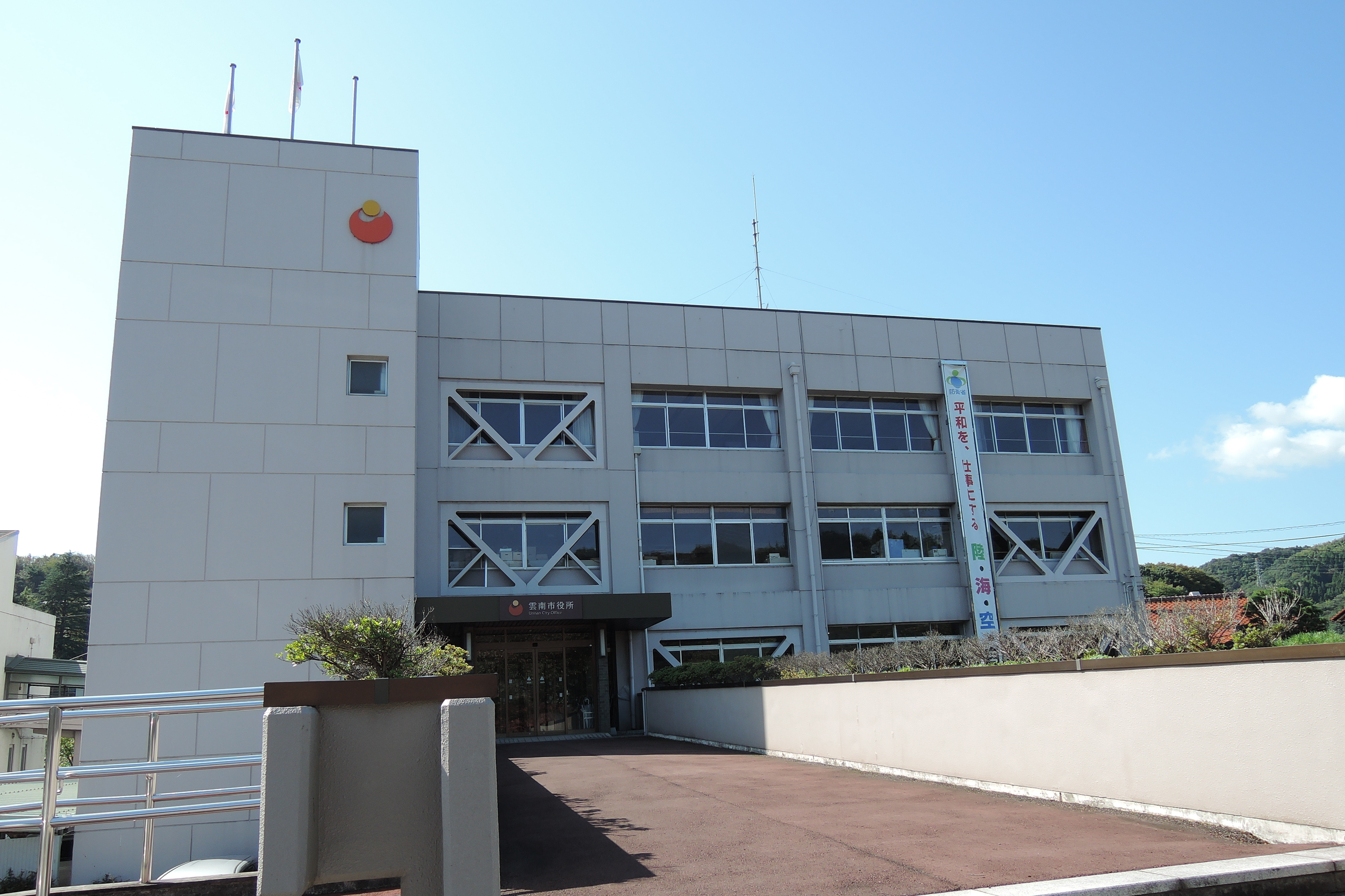
Ратуша Унанну
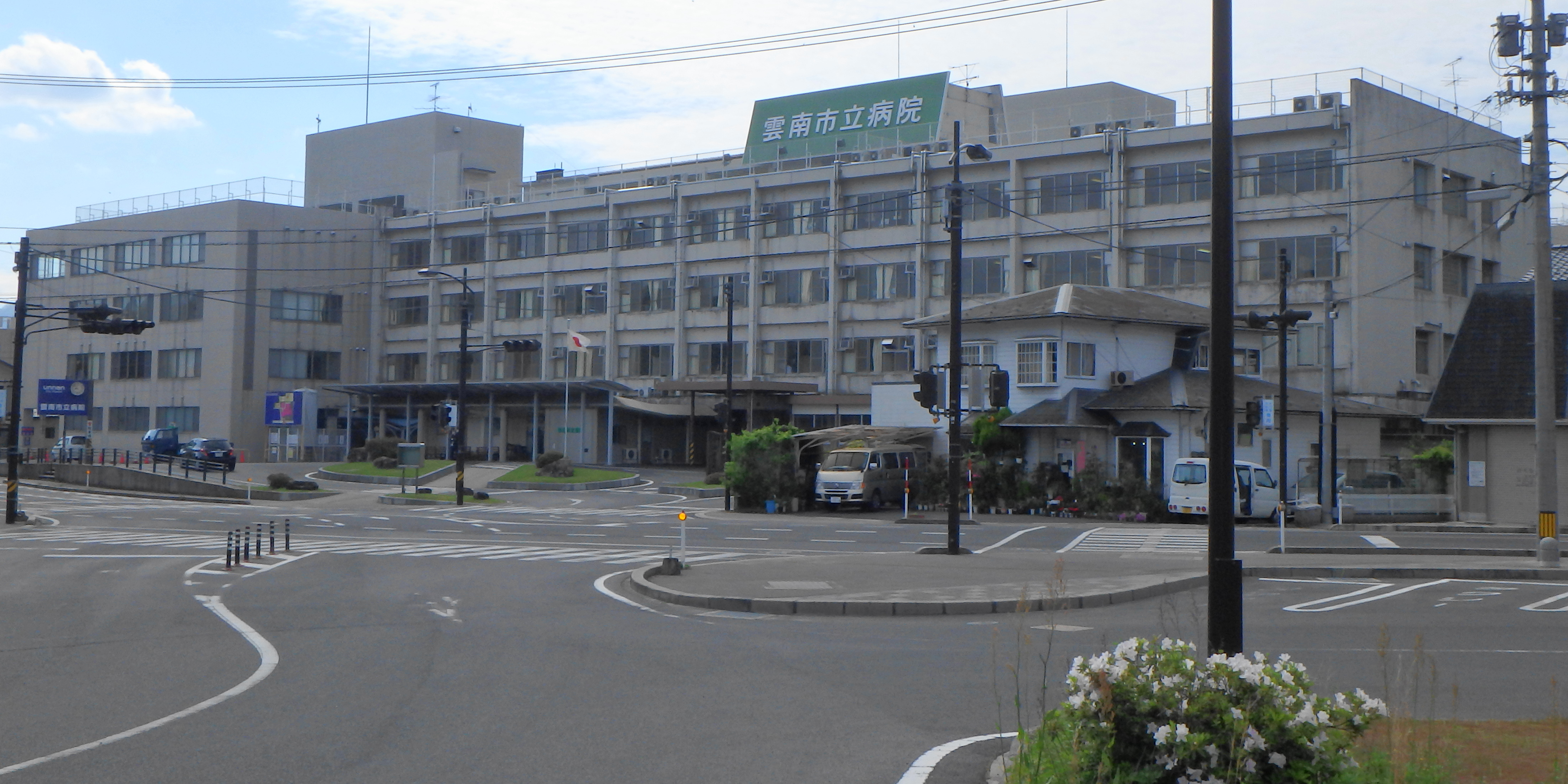
Унаннська міська лікарня